# Реус (аеропорт)
Аеропорт Реус (ісп. Aeropuerto de Reus) (IATA: REU, ICAO:  LERS) — аеропорт, розташований за 7,5 км від міста Тарагона у муніципалітеті Реус. Здійснює туристичні перевезення, головним чином влітку.

## Історія
Аеропорт заснований в  1935 році як підприємство аероклубу Реуса. Служив республіканською базою за часів громадянської війни в Іспанії. На початку 1990-х аеропорт отримав статус цивільного, став розвиватись на початку 2000-х років. З 2008 по 2011 року був хабом для авіакомпанії Ryanair.

## Інфраструктура
На разі аеропорту включає новий термінал, що складається з трьох будівель. Він має 23 стійки реєстрації та 12 виходів. Виходи з 7 до 12 стосуються перельотів до шенгену. Також тут розташовані кав'ярня і ресторан, є крамниця duty-free.

## Авіалінії та напрямки
| Авіакомпанія         | Пункт призначення |
| -------------------- | --- |
| Air Nostrum          | Сезонний чартер: Дублін (з 1 червня 2019) |
| AlbaStar             | Сезонний чартер: Дублін |
| British Airways      | Сезонний чартер: Глазго |
| Brussels Airlines    | Сезонний: Брюссель |
| easyJet              | Сезонний: Лондон-Лутон |
| Enter Air            | Сезонний чартер: Катовиці |
| Iberia Regional      | Сезонний чартер: Ібіца, Менорка |
| Jet2.com             | Сезонний: Белфаст, Бірмінгем, Східний Мідландс, Единбург, Глазго, Лідс-Бредфорд, Лондон-Станстед, Манчестер, Ньюкасл |
| Nordwind             | Сезонний чартер: Москва-Шереметьєво (з 27 квітня 2019) |
| Pobeda               | Сезонний: Москва-Внуково |
| Ryanair              | Лондон-Станстед Сезонний: Бірмінгем, Бристоль, Брюссель-Шарлеруа, Корк, Дублін, Східний Мідландс, Ейндговен, Франкфурт-Хан, Гданськ (з 1 квітня 2019), Ліверпуль, Лондон-Саутенд (з 5 квітня 2019), Манчестер, Шеннон               |
| Royal Flight         | Сезонний чартер: Москва-Шереметьєво |
| SmartLynx Airlines   | Сезонний чартер:Таллінн |
| Thomas Cook Airlines | Сезонний: Белфаст, Бірмінгем, Бристоль, Кардіфф, Лондон-Гатвік, Глазго, Лондон-Станстед, Манчестер, Ньюкасл |
| Transavia            | Сезонний: Амстердам |
| TUI Airways          | Сезонний: Абердин, Белфастt, Бірмінгем, Бристоль, Кардіфф, Донкастер-Шеффілд, Глазго, Лондон-Гатвік, Лондон-Лутон, Манчестер, Ньюкасл Сезонний чартер: Корк (з 21 травня 2019), Дублін (з 3 травня 2019), Шеннон (з 17 травня 2019) |
| TUI fly Belgium      | Сезонний: Брюссель |

## Статистика
| Рік  | Пасажирообіг | Вантажообіг (тонн) | Авіатрафік |
| ---- | ------------ | ------------------ | ---------- |
| 2017 | 1.018.889    | 0,000              | 16.023     |
| 2016 | 817.765      | 0,000              | 14.473     |
| 2015 | 705.038      | 0,010              | 13.533     |
| 2014 | 850.492      | 0,700              | 15.986     |
| 2013 | 971.020      | 0,060              | 16.977     |
| 2012 | 937.341      | 15,186             | 16.112     |
| 2011 | 1.362.683    | 34,818             | 21.494     |
| 2010 | 1.419.851    | 246,045            | 26.520     |
| 2009 | 1.706.615    | 9,602              | 30.946     |
| 2008 | 1.278.074    | 119,848            | 26.676     |
| 2007 | 1.306.785    | 11,213             | 25.701     |
| 2006 | 1.380.267    | 5,931              | 24.896     |
| 2005 | 1.382.257    | 17,027             | 24.481     |
| 2004 | 1.138.009    | 11,348             | 21.608     |
| 2003 | 846.731      | 4,205              | 19.654     |
| 2002 | 764.742      | 8,298              | 15.612     |
| 2001 | 744.096      | 6,703              | 13.399     |
| 2000 | 728.221      | 15,326             | 13.198     |

## Інциденти
- 20 липня 1970 року літак Boeing 737 gsl час зближення з летовищем зіткнувся з приватним літаком Piper Cherokee. В результаті загинуло 3 людини в літаку Piper Cherokee. Boeing отримав незначні ушкодження.
- 1996 року в будівлі аеропорту вибухнули дві бомби, більше 30 людей отримали поранення. Відповідальність за вибухи взяла ЕТА.[5]
- 2004 року через пошкодження носового шасі було пошкоджено літак Fairchild Swearingen Metroliner.[6]